# 川中島ダービー
川中島ダービー（かわなかじまダービー、別名平成の川中島合戦）は、かつて戦国時代において甲斐国・武田信玄と越後国・上杉謙信が信濃国で行なわれた川中島の戦いになぞらえ、日本プロサッカーリーグ（Jリーグ）・ヴァンフォーレ甲府とアルビレックス新潟が対戦する試合のことを指す。

## 概要
甲府と新潟の対戦は新潟が旧JFLに参入した1998年から実施されているが、試合会場が互いのホームグラウンドであったため、川中島を意識するようなことは皆無であった。しかし2003年に甲府側が長野県側からサポーターを獲得しようと松本平広域公園総合球技場で試合を行なうことになり、「甲斐と越後が信濃で対戦する」という川中島の合戦とほぼ同じ環境が整ったこと、また甲府側が｢平成の川中島合戦｣と銘打って大々的にPRをしたことからこの名前が使われるようになった。
試合前には武田（甲府）方と上杉（新潟）方に分かれて甲冑を着た武将が戦うなど様々なイベントが行なわれている。また松本平広域公園総合球技場での試合は基本的に甲府側の主催試合であったが、新潟側も新潟スタジアムで川中島合戦を意識したPRを行なっている。
なお、松本平広域公園総合球技場での対戦は2003年と2006年のみである。2007年以降は同一ディビジョンであっても甲府のホームゲームは山梨県小瀬スポーツ公園陸上競技場で行われ、松本平広域公園総合球技場での試合は行なわれなかった。

## スタジアム

### 「平成の川中島」の会場
| スタジアム名                                           | 収容人員 | 画像 |
| ------------------------------------------------------ | -------- | ---- |
| 長野県松本平広域公園総合球技場 （サンプロ アルウィン） | 20,000人 | 松本 |

### ホームスタジアム
| チーム名           | スタジアム名                                                     | 収容人員 | 画像     |
| ------------------ | ---------------------------------------------------------------- | -------- | -------- |
| アルビレックス新潟 | 新潟スタジアム (デンカビックスワンスタジアム)                    | 42,300人 | 東北電ス |
| アルビレックス新潟 | 新潟市陸上競技場※                                                | 18,671人 | 新潟陸   |
| ヴァンフォーレ甲府 | 山梨県小瀬スポーツ公園陸上競技場 (JITリサイクルインクスタジアム) | 17,000人 | 中銀スタ |

※新潟市陸上競技場はホームグラウンド登録されているが、現在トップチームでの試合では使用されていない。

## 戦績
- 甲府：10勝15分21敗
- 新潟：21勝15分10敗

### 松本平広域公園総合球技場での試合
- 甲府：1勝1敗
- 新潟：1勝1敗

| 年     | 月/日   | Div. | 節     | ホーム | スコア | アウェイ | 観客数 |
| ------ | ------- | ---- | ------ | ------ | ------ | -------- | ------ |
| 2003年 | 8月30日 | J2   | 第30節 | 甲府   | 2 - 1  | 新潟     | 13,043 |
| 2006年 | 4月8日  | J1   | 第7節  | 甲府   | 0 - 4  | 新潟     | 14,599 |

### その他の会場での試合
- 甲府:9勝15分20敗 新潟:20勝15分9敗

| 年                                                         | 月/日    | Div. | 節        | 会場     | ホーム | スコア | アウェイ | 観客数 |
| ---------------------------------------------------------- | -------- | ---- | --------- | -------- | ------ | ------ | -------- | ------ |
| 1999年                                                     | 4月4日   | J2   | 第4節     | 新潟市   | 新潟   | 6 - 1  | 甲府     | 3,625  |
| 1999年                                                     | 5月16日  | J2   | 第12節    | 小瀬     | 甲府   | 3 - 0  | 新潟     | 1,130  |
| 1999年                                                     | 8月19日  | J2   | 第22節    | 新潟市   | 新潟   | 1 - 1  | 甲府     | 3,308  |
| 1999年                                                     | 10月11日 | J2   | 第30節    | 小瀬     | 甲府   | 0 - 2  | 新潟     | 1,457  |
| 2000年                                                     | 3月26日  | J2   | 第3節     | 新潟市   | 新潟   | 3 - 2  | 甲府     | 3,453  |
| 2000年                                                     | 5月21日  | J2   | 第14節    | 小瀬     | 甲府   | 1 - 2  | 新潟     | 1,225  |
| 2000年                                                     | 9月15日  | J2   | 第33節    | 新潟市   | 新潟   | 0 - 1  | 甲府     | 2,925  |
| 2000年                                                     | 11月16日 | J2   | 第43節    | 小瀬     | 甲府   | 0 - 0  | 新潟     | 1,446  |
| 2001年                                                     | 5月12日  | J2   | 第11節    | 小瀬     | 甲府   | 0 - 2  | 新潟     | 2,948  |
| 2001年                                                     | 6月28日  | J2   | 第17節    | 新潟市   | 新潟   | 4 - 0  | 甲府     | 3,027  |
| 2001年                                                     | 7月28日  | J2   | 第23節    | 小瀬     | 甲府   | 0 - 1  | 新潟     | 2,707  |
| 2001年                                                     | 10月20日 | J2   | 第39節    | 新潟ス   | 新潟   | 4 - 0  | 甲府     | 28,710 |
| 2002年                                                     | 4月20日  | J2   | 第10節    | 小瀬     | 甲府   | 1 - 3  | 新潟     | 3,667  |
| 2002年                                                     | 5月12日  | J2   | 第21節    | 新潟ス   | 新潟   | 1 - 0  | 甲府     | 33,906 |
| 2002年                                                     | 9月11日  | J2   | 第30節    | 小瀬     | 甲府   | 2 - 1  | 新潟     | 3,740  |
| 2002年                                                     | 10月9日  | J2   | 第36節    | 新潟市   | 新潟   | 1 - 1  | 甲府     | 9,507  |
| 2003年                                                     | 4月9日   | J2   | 第5節     | 小瀬     | 甲府   | 1 - 3  | 新潟     | 3,350  |
| 2003年                                                     | 7月2日   | J2   | 第21節    | 新潟ス   | 新潟   | 1 - 1  | 甲府     | 29,846 |
| 2003年                                                     | 10月26日 | J2   | 第40節    | 新潟ス   | 新潟   | 2 - 0  | 甲府     | 42,199 |
| 2004年 - 2005年は、新潟がJ1、甲府がJ2所属のため対戦なし。  |          |      |           |          |        |        |          |        |
| 2006年                                                     | 9月24日  | J1   | 第24節    | 新潟ス   | 新潟   | 3 - 0  | 甲府     | 40,422 |
| 2007年                                                     | 5月6日   | J1   | 第11節    | 東北電ス | 新潟   | 3 - 1  | 甲府     | 39,507 |
| 2007年                                                     | 7月26日  | J1   | 第23節    | 小瀬     | 甲府   | 0 - 1  | 新潟     | 9,038  |
| 2008年から2010年は、新潟がJ1、甲府がJ2所属のため対戦なし。 |          |      |           |          |        |        |          |        |
| 2011年                                                     | 7月6日   | J1   | 第4節     | 東北電ス | 新潟   | 1 - 2  | 甲府     | 13,644 |
| 2011年                                                     | 11月27日 | J1   | 第33節    | 中銀スタ | 甲府   | 3 - 0  | 新潟     | 13,361 |
| 2012年は、新潟がJ1、甲府がJ2所属のため対戦なし。           |          |      |           |          |        |        |          |        |
| 2013年                                                     | 5月6日   | J1   | 第10節    | 東北電ス | 新潟   | 1 - 1  | 甲府     | 27,720 |
| 2013年                                                     | 8月10日  | J1   | 第20節    | 中銀スタ | 甲府   | 1 - 1  | 新潟     | 12,749 |
| 2014年                                                     | 3月15日  | J1   | 第3節     | 中銀スタ | 甲府   | 1 - 1  | 新潟     | 9,106  |
| 2014年                                                     | 10月18日 | J1   | 第28節    | デンカS  | 新潟   | 0 - 0  | 甲府     | 21,964 |
| 2015年                                                     | 5月30日  | J1   | 1st第14節 | デンカS  | 新潟   | 0 - 2  | 甲府     | 23,197 |
| 2015年                                                     | 10月3日  | J1   | 2nd第13節 | 中銀スタ | 甲府   | 0 - 0  | 新潟     | 11,102 |
| 2016年                                                     | 4月30日  | J1   | 1st第9節  | デンカS  | 新潟   | 2 - 2  | 甲府     | 17,607 |
| 2016年                                                     | 8月13日  | J1   | 2nd第8節  | 中銀スタ | 甲府   | 1 - 0  | 新潟     | 10,135 |
| 2017年                                                     | 4月16日  | J1   | 第7節     | 中銀スタ | 甲府   | 0 - 2  | 新潟     | 10,472 |
| 2017年                                                     | 11月18日 | J1   | 第32節    | デンカS  | 新潟   | 1 - 0  | 甲府     | 16,461 |
| 2018年                                                     | 6月20日  | J2   | 第17節    | デンカS  | 新潟   | 1 - 5  | 甲府     | 8,614  |
| 2018年                                                     | 10月13日 | J2   | 第37節    | 中銀スタ | 甲府   | 0 - 0  | 新潟     | 8,418  |
| 2019年                                                     | 6月1日   | J2   | 第16節    | デンカS  | 新潟   | 0 - 2  | 甲府     | 12,018 |
| 2019年                                                     | 9月21日  | J2   | 第33節    | 中銀スタ | 甲府   | 1 - 1  | 新潟     | 8,321  |
| 2020年                                                     | 6月27日  | J2   | 第2節     | 中銀スタ | 甲府   | 3 - 3  | 新潟     | 0      |
| 2020年                                                     | 9月26日  | J2   | 第22節    | デンカS  | 新潟   | 1 - 1  | 甲府     | 7,777  |
| 2021年                                                     | 6月5日   | J2   | 第17節    | JITスタ  | 甲府   | 2 - 2  | 新潟     | 5,756  |
| 2021年                                                     | 9月25日  | J2   | 第31節    | デンカS  | 新潟   | 1 - 0  | 甲府     | 10,242 |
| 2022年                                                     | 3月19日  | J2   | 第5節     | デンカS  | 新潟   | 2 - 0  | 甲府     | 7,983  |
| 2022年                                                     | 9月14日  | J2   | 第36節    | JITスタ  | 甲府   | 1 - 2  | 新潟     | 4,769  |
| 2023年 - は、新潟がJ1、甲府がJ2所属のため対戦なし。        |          |      |           |          |        |        |          |        |

## 川中島ダービーの影響
2003年に松本平広域公園総合球技場で開催されたことを契機に松本市をホームタウンとする山雅サッカークラブがJリーグを目指すことになり、2004年に「特定非営利活動法人アルウィンスポーツプロジェクト」が設立され、翌2005年に松本山雅FCに改称。2010年に株式会社松本山雅が運営母体となりJリーグ準加盟が承認され、2012年より晴れてJリーグ参入を果たしている。2012年に松本山雅は甲府と同一カテゴリとなり、松本と甲府の対戦は「甲信ダービー」と呼ばれている。
なお、川中島はアルウィンのある松本市ではなく長野市にあるが、長野市にはJリーグの定める規格のスタジアム（競技場）が存在していなかった。しかし、2015年、川中島から近い位置にある南長野運動公園総合球技場が改修され、Jリーグ規格のスタジアムとなった。同市には、J3に参加しているAC長野パルセイロが存在しており、南長野運動公園総合球技場はパルセイロのホームスタジアムとなるため、長野市での開催は困難である（同様の理由で松本平広域公園総合球技場の試合も松本山雅FCがホームグラウンドとしているため開催は困難である）。